# 동서문물연구원
동서문물연구원은 문화유산(유․무형문화재) 및 매장문화재의 보존․보호, 조사, 관리 및 그에 관한 연구를 통해 민족문화의 우수성을 선양하고 전통문화유산 발전과 문화창조에 기여함을 목적으로 2007년 12월 31일 설립된 문화체육관광부 소관의 재단법인이다. 사무실은 경상남도 김해시 대청로104번길 66, B동(대청동)에 있다.

## 주요 사업
- 문화 유산의 보존․보급 선양
- 문화유산에 대한 지표시굴발굴조사, 수장, 보존․관리, 보수, 복원
- 문화유산 조사연구 학술보고서 발간, 기타 학술사업과 연구서발간
- 전통문화와 문화재 관련 전문인력교육, 지원사업, 사회교육